# District de Waitaki
Pour les articles homonymes, voir Waitaki.
Le district de Waitaki (en anglais : Waitaki District) est situé de part et d'autre du Waitaki, fleuve formant la frontière entre les régions de Canterbury et Otago, dans l'île du Sud de la Nouvelle-Zélande : sur ces 7 151,94 km2, 59,28 % (soit 4 390,56 km2) appartiennent au Canterbury et 40,72 % (soit 2 761,38 km2) à l'Otago.
Les terres riches du bassin du fleuve sont surtout vouées à l'agriculture.
La petite ville d'Oamaru qui est le siège du conseil du district est la plus importante.

## Sources
- (en) Waitaki District Council
- (en) Final counts – census night and census usually resident populations, and occupied dwellings - Canterbury Region, Statistics New Zealand

- (en) Cet article est partiellement ou en totalité issu de l’article de Wikipédia en anglais intitulé « Waitaki District » (voir la liste des auteurs).